# Balancelle
Pour les articles homonymes, voir Balancelle (homonymie).
 (mars 2006).
En mécanique du point, la balancelle est un pendule simple de longueur variable, où l'enfant accroît l'amplitude de ses oscillations par l'action d'un travail intérieur : en ce sens, le mécanisme est légèrement différent de celui d'un encensoir où l'excitation est extérieure.

## le cas le plus simple d'amplification
L'enfant (considéré comme "ponctuel") est pendant le premier quart du mouvement pendulaire, sur le cercle de rayon l = a+h. Parti de M1 (d'élongation maximum, d'altiude z1), il atteint le point le plus bas B (altitude z=0) au quart de période T/4 .f({\displaystyle \theta _{1}}).
Alors, brusquement, il développe une puissance infinie pendant un temps infiniment court, produisant un travail FINI, W, qui lui permet de grimper verticalement de B en H (d'altitude z = h).
Il se laisse balancer sur le deuxième quart du mouvement pendulaire, sur le cercle de rayon OH = a, parcourant l'arc de cercle HN2, en un temps T'/4 .f({\displaystyle \theta _{2}}).
Au point N2, il est immobile. Il se laisse alors instantanément glisser le long de la barre au point M2 ( OM2 = a+h ): il a alors l'altitude z2.
Il est prêt alors pour effectuer le retour selon le même principe : trajet : arc M2B,BH,arc HN3,N3M3) ; le trajet total est donc une sorte de figure de danse de reel écossais, en forme de huit ("carré") allongé non fermé.
L'enfant gagne ainsi peu à peu de l'altitude :
| {\displaystyle z_{1}\cdot {(a+h)^{3}}=z_{2}\cdot {a^{3}}} |

démonstration : Appliquer le théorème de l'énergie-puissance à l'équation du théorème du moment cinétique :
dL/dt = -mgl sin {\displaystyle \theta },en multipliant par L et en intégrant : {\displaystyle (1-cos\theta _{n+1})a^{3}=(1-cos\theta _{n})(a+h)^{3}} .

Son altitude z = (a+h)(1-cos{\displaystyle \theta }) ne cesse d'augmenter (à chaque aller-retour, d'un facteur (1+h/a)^6): lorsqu'elle dépasse 2(a+h); l'enfant passe en régime de tournoiement, ...et se fait gronder.

## Analyse énergétique
L'enfant a fourni l'énergie qui l'élève : W = mg (z2-z1).
Démonstration :
L'enfant a une énergie mécanique constante le long de l'arc M1B, de M1 à B (point le plus bas) : mgz1. En ce point, il développe une puissance infinie pour se déplacer sur la verticale de A en A' : à ce moment, le moment de la pesanteur est nul, ainsi que celui de la réaction en O, donc le moment cinétique SE CONSERVE, donc la vitesse angulaire augmente brutalement : c'est l'effet usuel de la fronde.
{\displaystyle \omega _{2}a^{2}=\omega _{1}(a+h)^{2}~}.
La conservation de l'énergie ensuite donne :
{\displaystyle \omega _{2}^{2}a=g(1-cos\theta _{2})} ,
et donc, après calculs : {\displaystyle z_{1}\cdot {(a+h)^{3}}=z_{2}\cdot {a^{3}}} ; ce qui est bien le résultat précédent.
- Soit à évaluer le travail total de l'enfant W : considérer le cycle BHN2M2B.

Le travail de la pesanteur est nul, puisque la force mg est conservative.
Le seul moment où l'enfant travaille est sur le segment BH, et sur le segment N2M2.
- Sur le segment N2M2, l'enfant fournit (en fait "récupère): {\displaystyle W(N2-M2)=W_{2}=-mgh\cos \theta _{2}~}

- Par contre de B en H, l'énergie cinétique augmente prodigieusement vite d'une valeur finie (à puissance infinie) de Ec1(B) = L²/2m(a+h)²= mgz_1 à Ec'2(H) = L²/2m(a)²;soit une augmentation après calcul :

{\displaystyle W_{1}=-mgz_{1}+mgz_{2}(a/a+h)~}
- et de plus l'enfant fournit W3 = mgh. Donc W2 +W3 =mgz2(h/a+h)

Donc au total,
{\displaystyle W=W_{1}+W_{2}+W_{3}=-mgz_{1}+mgz_{2}~}.

### Annexe
Raisonnement dans le référentiel lié à la barre (dont la vitesse angulaire subit une discontinuité que nous supposerons "régularisée"):

## Cas plus général
Au lieu du huit "carré", en reprenant les raisonnements précédents (écrire l'équation du pendule via le théorème du moment cinétique L, multiplier par L, puis intégrer par rapport au temps), l'énergie sera augmentée chaque fois que l'intégrale {\displaystyle \int l(\theta )^{3}sin\theta d\theta } prise sur un aller re-tour sera positive (soit une sorte de huit (figure de reel en danse écossaise) décrit dans le même sens que le "huit carré" précédent): voir les calculs dans pendule de longueur variable.
Il est clair que si le "huit" est décrit en sens contraire, l'enfant récupère l'énergie de la balançoire et amortit le mouvement.

## Synchronisation à adapter
Il faut bien remarquer que cette amplification a lieu de manière non isochrone : encore une fois c'est l({\displaystyle \theta }) qui compte et non l(t) dans ce type d'amplification. En ce sens, il y a différence avec l'amplification paramétrique de Mathieu ou du Botafumeiro si celui-ci est manœuvré par une "bielle-manivelle" de rotation constante.
Enfin, rien n'empêche de continuer cette amplification en régime de tournoiement : il faut simplement que l'enfant, à la verticale se projette immédiatement à la distance (a+h) ; il décrira alors de plus en plus vite la trajectoire (formée de deux demi-cercles de raton R et R+h, joints par des segments verticaux de longueur h).
Le mécanisme inverse permet de ne plus tournoyer et de stabiliser peu à peu son attitude : cela ressemble alors à la stabilisation d'attitude utilisée dans les satellites.

## Cas de perte d'énergie par frottement
Si l'énergie perdue par frottement (soit fluide, soit solide) égale W, l'enfant se balancera à amplitude constante : un enfant adopte cet asservissement quand ses grands-parents lui intiment qu'ils jugent l'amplitude de son mouvement suffisante.